# 北京-1
北京-1
- 用途：旅客機
- 分類：旅客機
- 設計者：北京航空航天大学教員・学生
- 製造者：北京航空航天大学
- 運用者：中国民用航空局）
- 初飛行：1958年9月24日（プロトタイプ）
- 生産数：1
- 生産開始：1958年
- 運用開始：1958年
- 運用状況：退役

北京-1（ペキン-1）は、中華人民共和国において初めて開発された旅客機である。設計および製造は、北京航空航天大学の教員と学生が行なった。

## 概要
1958年に、当時、中華人民共和国首相であった周恩来は、北京航空研究所（現:北京航空航天大学）に対して軽旅客機の開発を指示した。この軽旅客機は「北京-1」と名付けられた。
北京航空航天大学の教授および学生が、設計・開発・製造を担当した。ある学年の「卒業制作」という位置づけであった。
全金属製の双発低翼単葉の機体であり、引き込み式の三点式着陸装置を装備していた。また、小さい空港からの離陸を容易にするために、STOL性能を重視し、最先端のスラットと後縁フラップを装備していた。
エンジンは、イフチェンコAI-14エンジンであり、プロペラは2枚刃の木製であった。

## 初飛行
1958年9月24日に初飛行が行なわれ、1958年10月1日、中華人民共和国建国9周年を記念して、中国民用航空局に引き渡された。しかし、いわゆる中国民航が運用する航空機に準じた塗装はついに行なわれなかった。
中国民用航空局においてしばらく運用されていたとの報告もあるが、結局1機しか生産されなかった。現在は、航空航天大学航空館にて野外展示されている。

## 仕様
- 乗員:2
- 乗客:8～10
- 全長:12.15メートル
- 全幅:16.40メートル
- 全高:4.39メートル
- 総重量:3000キログラム
- エンジン:イフチェンコAI-14 9気筒空冷エンジン 260馬力×2
- 最大速度:300Km/h
- 航続距離:1075キロメートル
- 上昇限度:4800メートル